# Królewska Grobla
Królewska Grobla – osada w Polsce położona w województwie łódzkim, w powiecie wieluńskim, w gminie Skomlin. Miejscowość wchodzi w skład sołectwa Toplin.
W latach 1975–1998 miejscowość administracyjnie należała do województwa sieradzkiego.